# Duncan Idaho

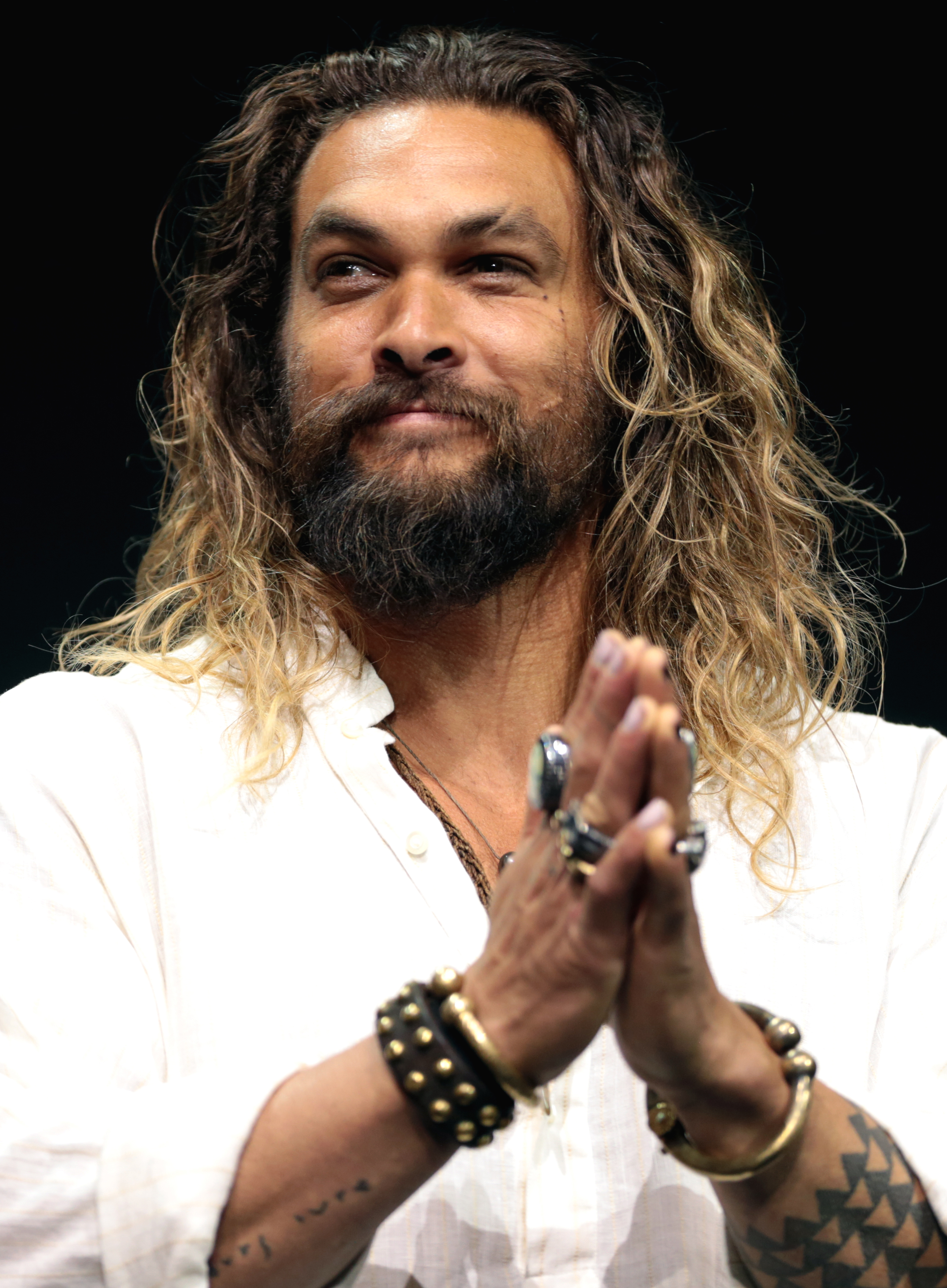
Americký herec Jason Momoa ztvárnil postavu Duncana Idaho ve filmu Duna

Duncan Idaho je jeden z hrdinů knižní science fiction série Duna od spisovatele Franka Herberta. Jde o jedinou postavu, která se vyskytuje ve všech šesti pokračováních. Rovněž vystupuje v sérii tří Předeher k Duně a dvou pokračováních spisovatelské dvojice Brian Herbert a Kevin J. Anderson.
Duncan Idaho je jedním z nejlepších šermířů Impéria, věrně sloužící rodu Atreidů.

## Předehry k Duně
Duncan se narodil na Giedi Primě, planetě krutého rodu Harkonnenů, úhlavních nepřátel Atreidů. V osmi letech byl zajat a používán Glossu Rabbanem a jeho vojáky k surové zábavě, která spočívala v pronásledování vypuštěných dětí v pustině. Rabban navíc zavraždil Idahovy rodiče, aby chlapce co nejvíce popudil a vzbudil v něm zuřivost. Idaho ovšem prokázal obdivuhodné schopnosti přežít. S pomocí tajemné ženy, nepřátelské Harkonnenům, se mu podařilo z Giedi Primy uniknout a dostal se až ke dvoru vévody Pauluse Atreida na Caladanu, jemuž se zalíbila chlapcova statečná a přímá povaha a rozhodl se jej zaměstnat ve svých stájích. Krátce na to ovšem Paulus zemřel v aréně, kam byl propašován zdrogovaný saluský býk. První podezření padlo právě na Idaha, avšak zdrcený Paulusův syn Leto, nynější vévoda, pochopil, že Idaho je nevinný a po nějaké době se z nich stali opravdoví přátelé.
Idaho se podrobil vojenskému výcviku, a když jej už ani Letovi nejlepší muži nemohli ničemu naučit, byl poslán na Gináz, proslulou šermířskou školu. Tam absolvoval tvrdý trénink, který z něj udělal vynikajícího bojovníka. Později pro rod Atreidů vybojoval mnoho slavných bitev, porazil tleilaxansko-sardaukarské síly na Iksu a vedl Letova vojska do války na Grummanu.

## Duna
V Duně je Idaho jedním z učitelů Letova syna Paula, jejž trénuje v šermířských schopnostech a vštěpuje mu atreidský smysl pro čest a věrnost. Později dokonce připustí, že Paul se díky výcviku stal o něco lepším šermířem, než sám Idaho.
Po přestěhování Atreidů na pouštní planetu Arrakis se stane vyslancem u fremenů, pouštního národa, které chce Leto získat na svou stranu a věří, že právě čestný Idaho by u nich mohl mít úspěch. O něco později je pověřen, aby se stal osobním strážcem Letovy konkubíny, lady Jessicy – zároveň ji však má hlídat, protože atreidský mentat Thufir Hawat se domnívá, že by Jessica mohla být harkonnenským špehem. Idahovo podezření vyjde najevo a Duncan se cítí hluboce zasažen tím, že Jessicu podezíral. Atreidové jsou však napadeni Harkonneny, tajně posílenými o imperiální sardaukary, a Leto zemře v zajetí. Idaho se snaží ze všech sil odčinit svou chybu vůči Jessice, uprchne s ní a jejím synem Paulem do pouště, a když je sardaukaři dostihnou, kryje jejich útěk, díky němuž se Jessica a Paul dostanou k fremenům. Sám Idaho v posledním statečném boji padne. O jeho neuvěřitelných schopnostech svědčí i to, že než je konečně poražen, dokáže sám usmrtit devatenáct sardaukarů, kteří jsou daleko nejlepšími vojáky Impéria.

## Spasitel Duny
Ve Spasiteli Duny vyjde najevo, že těla padlého Idaha se zmocnili tleilaxanští genetičtí inženýři a vypěstovali Idahova gholu (klon z mrtvého těla), jejž pojmenovali Hayt a dodali mu i mentatské schopnosti, které původní Idaho neměl. Hayt je poslán jako dar imperátorovi Paulu Atreidovi - jde o rozsáhlé spiknutí proti Paulovi, jejž nepřátelé nemohou porazit přímo, a tak mu posílají Hayta, aby otrávil jeho mysl a svedl jej k nesprávným rozhodnutím. Hayt sám si je své pozice vědom a snaží se Paula přimět, aby se jej zbavil, avšak Paul to odmítá, protože chce mít po boku svého starého přítele.
Hayt se zamiluje do Paulovy sestry Alie, která lásku opětuje. Postupem času se stále častěji u Hayta objevují stíny vzpomínek na minulý život. Po narození Paulových dětí – dvojčat Leta II. a Ghanimy je u Hayta vyvolán zakódovaný signál, který mu přikazuje Paula zavraždit – což je v přímém rozporu s Idahovým životem, kdy byl Paulovým ochráncem. Právě tato morální krize odbourá bariéru v Haytově mysli a vyvolá mu plné vzpomínky na minulý život. Pokus o atentát na Paula a jeho potomky tak selže, avšak Tleilaxané ovládnou techniku vyvolávání vzpomínek a mohou tak replikací svých zemřelých prodloužit život vládnoucí elity prakticky do nekonečna.

## Děti Duny
V Dětech Duny se Idahova žena Alia potýká se svými Zděděnými vzpomínkami na minulé životy, v nichž postupně převládne zlý baron Vladimir Harkonnen. Idaho jako Aliin muž s obavami sleduje její vzrůstající krutost a nakonec v něm zvítězí smysl pro čest – vypraví se za fremenským naíbem Stilgarem, který váhá, zda má nadále věrně stát při Alii nebo se od ní odvrátit a připojit se k pouštním spiklencům. Idaho Stilgara záměrně vyprovokuje natolik, že jej Stilgar zavraždí – což je nutně chápáno jako zrada, a Stilgarovi tak nezbude než se připojit ke spiklencům a navrátit se k pouštnímu životu.

## Božský imperátor Duny
O 1500 let později vládne Impériu Paulův syn Leto II., který se stal mutantem, křížencem člověka a písečného červa. Provádí rozsáhlý genetický plán, jehož cílem je vypěstovat člověka, jejž by nebylo možné sledovat předzvěstnou schopností. Používá k tomu potomky své sestry Ghanimy a klony Duncana Idaha, které si nechává dodávat od Tleilaxanů. V tomto případě se zřejmě jedná o klony Hayta (ovšem bez mentatských schopností), protože tito Idahové si vzpomínají na život prvního Idaha a Hayta, avšak nikoli na životy ostatních klonů.
Díky své předzvěstné schopnosti Leto vidí, že budoucnost lidstva je velmi nejistá a snaží se lidstvo vést směrem, který mu zajistí přežití – tím se ovšem nutně musí uchylovat ke krutostem, takže jej jeho okolí vnímá jako tyrana. Právě Duncan Idaho v téměř všech svých postupných životech dojde k závěru, že se Leto II. zcela odvrátil od atreidského ideálu cti, pokusí se jej zavraždit a přijde o život.
Teprve po několika desítkách generací Idahů dosáhne Letův plán svého cíle – atreidskou dívku Sionu nedokáže předzvěstně sledovat a jí se s Idahovou pomocí podaří připravit na Leta úspěšný atentát. Při něm Idaho znovu dokáže své vynikající schopnosti, když dokáže zlézt nesmírně vysokou, téměř hladkou stěnu, na jejímž vrcholu se klene imperiální silnice. K atentátu jej přivede i žárlivost – stejně jako Leto se totiž zamiluje do tleilaxanského klonu – dívky Hwi Nori, která byla vypěstována tak, aby byla pokud možno přitažlivá pro Atreidy – což stojí za povšimnutí, protože Idaho rodem Atreides nebyl, avšak svým životem a vlastnostmi ano.
Po Letově smrti Idaho zčásti porozumí Letově záměru a se Sionou se stanou rodiči nové generace Atreidů, jež nelze předzvěstně sledovat.

## Kacíři Duny
O dalších 1500 let později je hlavním pokračovatelem Letova genetického plánu Sesterstvo Bene Gesserit, které obývá zbytky starého Impéria a snaží se jej zachránit před nebezpečím, jímž jsou útoky tajemných Ctěných matre ze vzdáleného vesmíru. Jako zbraň Sesterstva má posloužit právě Idaho, a proto si Sesterstvo stejně jako v minulosti Leto nechává dodávat jeho klony. Avšak jedenáctkrát je projekt neúspěšný – Idaho je zabit atentátníky (z řad Ctěných matre, ale někdy zřejmě i z řad samotného Sesterstva, jehož konzervativnější členky se na klony dívají se značným despektem), a to dříve, než v něm mohou být vyvolány původní vzpomínky. Proto když je vypěstován dvanáctý Idaho, jde o „vylepšenou verzi“ – jsou podpořeny jeho reflexy a další fyzické schopnosti (protože bojovníkům narozeným o 3000 let později už se Idaho nemůže svými schopnostmi rovnat) a zároveň jsou do něj Tleilaxany vloženy další netušené vlastnosti.
Na Idahovu ochranu je určen starý bašár Miles Teg, potomek Atreidů, velmi podobný vévodovi Letovi. S Idahem se brzy spřátelí, ale jsou dopadeni Ctěnými matre, které - kromě ničivých zbraní - mají schopnost zotročit muže svými sexuálními schopnostmi. Když se to však Ctěná matre Murbella pokusí uplatnit na Idaha, odblokuje tak jeho schopnosti, což jednak způsobí, že se Idaho s Murbellou zotročí navzájem, a jednak se v Idahovi probudí vzpomínky na veškeré jeho minulé životy. Získá tak nepřeberné množství vzpomínek, jimiž se téměř blíží schopnostem Ctihodných matek Bene Gesseritu, zároveň získá i Haytovy mentatské schopnosti.
Miles Teg jej vysvobodí ze zajetí spolu s Murbellou, která se naopak stane zajatcem Bene Gesseritu. Idaho žije na Kapitule, tajné hlavní planetě Bene Gesseritu, avšak musí se trvale ukrývat v kosmické „nelodi“, protože jinak by jej a s ním i celou Kapitulu mohly Ctěné matre vystopovat předzvěstnou schopností.

## Kapitula: Duna
V posledním díle Herbertovy série Idaho žije na Kapitule. Prohlédne plán Ctihodné matky Odradové, která pochopí, že Ctěné matre jsou uprchlíci před jiným, horším nepřítelem, a rozhodne se s nimi Sesterstvo spojit. Idahovi se tento plán příliš nezamlouvá, stejně jako některým konzervativním benegesseriťankám, v jejichž čele stojí Sheena, dívka z Arrakis, která dokáže telepaticky ovládat písečné červy. Idaho s Sheenou proto vymyslí záložní plán. Když se Odradová vypraví vyjednávat s Ctěnými matre, předá své Zděděné vzpomínky Murbelle a Sheeně, které tak určí za své nástupkyně. Odradová u Ctěných matre zemře, Murbella se stane hlavou Bene Gesseritu i Ctěných matre a Idaho se Sheenou a několika dalšími benegesseriťankami prchnou do neznámého vesmíru, kde nemohou být vypátráni a ani nalézt cestu zpět.

## Lovci DunyaPíseční červi Duny
Poslední dvě pokračování románové série vytvořili Brian Herbert a Kevin J. Anderson. V nich Idaho jako kapitán lodi Ithaka putuje neznámým vesmírem, v němž se jej snaží dopadnout tajemný nepřítel, jímž se ukážou být dávno poražené myslící stroje, vedené počítačovou všemyslí Omniem a nezávislým robotem Erasmem. Nepřítel se snaží jejich loď polapit do tachyonové sítě, kterou ze všech členů posádky dokáže vidět pouze Idaho. Přesto je po několika desetiletích loď dopadena a odvezena na Synchronizaci, Omniovu centrální planetu. Tam Idaho zjistí, že díky svým minulým životům, úpravám mysli a vnitřní psychické výstavbě je finální Kwisatz Haderach, výslednice genetického projektu, o nějž usiloval Bene Gesserit – muž, který dokáže vidět Zděděné vzpomínky svých předků a předvídat budoucnost. Omnius je poražen a Erasmus předá veškeré své mnohatisícileté vzpomínky Idahovi, který se tak stane vládcem nově uspořádaného vesmíru, v němž lidé a myslící stroje mohou žít ve vzájemné spolupráci.

## Filmová zpracování
Ve filmu Duna z r. 1984 hrál Idaha Richard Jordan, ve zpracování Duny z r. 2000 James Watson a v dvoudílném filmu Děti Duny z r. 2003 Edward Atterton. Ve filmu Duna z roku 2021 jej ztvárnil Jason Momoa.